# 까셋삿 대학교
까셋삿 대학교(태국어: มหาวิทยาลัยเกษตรศาสตร์ 마하위타얄라이 까셋삿[*] →농학 대학교)는 태국의 선도적 국립대학 중 하나이다. 이는 QS 대학평가 순위에서 2010년 기준 551-600위 수준으로 태국 내에서는 여섯 번째이며, 태국에서 세 번째로 오래된 대학이다. 이 대학은 1943년 2월 2일에 주로 농학 분야를 초점으로 하는 대학으로 개교하였다. 현재까지 까셋삿 대학은 커리큘럼을 계속 개정해 왔고, 농학 외에 자연과학, 예술, 사회과학, 인문학, 교육학, 공학, 건축학 등의 전공을 개설하였다. 최근에는 의학과 건강과학도 개설하였다. 까셋삿 대학은 태국 내에 일곱 개의 캠퍼스를 소유하고 있는데, 주 캠퍼스는 방콕의 켓 방켄에 있다. 총 등록 학생 수는 8만 6천 명에 달하여 태국에서 규모가 가장 큰 대학 중 하나이다.

## 상징
까셋삿 대학교의 상징에는 바루나(비의 신)가 나가(절대로 죽지 않는 거대한 뱀)을 타고 있는 모습이 가운데 그려져 있고 주위에 연꽃잎이 있다. 그 테두리에 대학교 이름이 새겨져 있다. 학교를 상징하는 색은 녹색이며, 교목은 노랑불꽃나무(Peltophorum pterocarpum)이다.

## 연혁
- 1938년 농업전문대학 설립(치앙마이)
- 1939년 치앙마이에서 방콕으로 대학 이전(임학 중등과정 추가 개설)
- 1943년 전문대학에서 대학교로 승격(농학, 임학, 축산학 개설)
- 1946년 1회 졸업(5년제 학사학위)
- 1954년 대학원 설립(농학, 축산학 개설)
- 1959년 관할 이관(농림부 -> 국립)
- 1964년 수학 기간변경(4년제 학사학위-수의학과 제외)
- 1972년 관할 이관(국립대학 -> 주립대학)
- 1977년 관할 이관(주립대학(주립대학제도 폐지) -> 국립대학)

## 캠퍼스 목록
- 방켄 캠퍼스
  - 학생수: 43,972(2019년도 기준)
  - 면적: 135 헥타르
  - 국제과정이 개설된 캠퍼스로 돈므앙 공항에서 약 6km 떨어진 곳에 위치하고 있다.
  - 15개 학부, 1개 대학을 운영하고 있으며, 까셋삿 대학교의 모든 본부가 위치해 있다.
  - 주소: 방콕 10900, 켓 짜뚜짝, 쾡 랏야오, 파혼요틴 로 50번지
- 깜팽샌 캠퍼스
  - 설립: 1979년
  - 학생수: 17,477(2019년도 기준)
  - 면적: 1,270 헥타르
  - 5개 학부 운영(농학, 교육학, 공학, 교양학 및 과학, 스포츠과학)
  - 방콕에서 80km 떨어진 곳에 위치하고 있다.
- 시라차 캠퍼스
  - 설립: 1989년
  - 학생수: 16,441(2019년도 기준)
  - 면적: 32 헥타르
  - 14개 학부, 1개 대학 운영
  - 방콕에서 동쪽으로 107km 떨어진 곳에 위치하고 있다.
- 찰름프라끼아라띠 사꼰나콘  캠퍼스
  - 설립: 1996년
  - 학생수: 7,162(2019년도 기준)
  - 3개 학부 운영(교양학 및 경영과학, 천연자원학 및 농공학, 과학 및 공학)
  - 태국 북동지역에 교육 발전을 위하여 설립되었다.
- 수판부리 캠퍼스
  - 설립: 1999년
  - 학생수: 268(2019년도 기준)
  - 방콕에서 북서쪽으로 100km 떨어진 곳에 위치하고 있다.

## 소속 학부 및 대학원

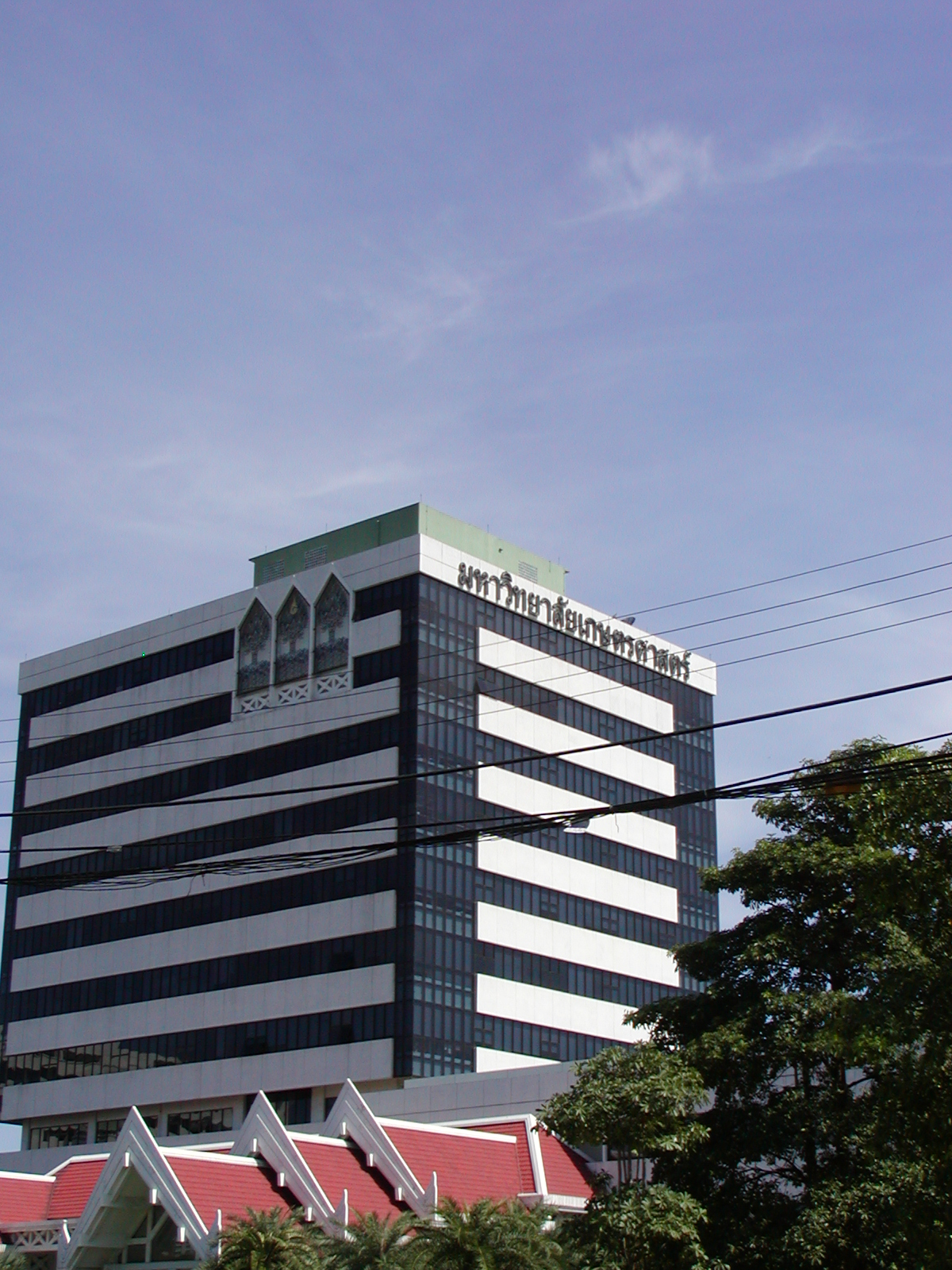
대학 관리국 빌딩

방켄 캠퍼스
- 농학부
- 경영학부
- 수산학부
- 인문학부
- 임학부
- 과학 학부
- 공학부
- 사회 과학 학부
- 수의학부
- 교육학부
- 경제학부
- 농경제학부
- 건축학부
- 수의기술학부
- 환경 학부
- 대학원

깜팽샌 캠퍼스
- 농업 학부
- 공학부
- 교육 과학 기술부
- 인문 사회 학부
- 스포츠 과학 학부
- 수의학부

시라차 캠퍼스
- 경영 과학부
- 공학부
- 과학 학부
- 경제 학부
- 국제 해사 학부

사꼰나콘 캠퍼스
- 천연 자원 및 농업 산업 학부
- 이 공학부
- 인문 사회 학부
- 공중 보건 학부

## 같이 보기
- 까셋삿 대학교 실험학교